# Monestir de San Pedro de Rochas
L'església rupestre de San Pedro de Rochas, també monestir de San Pedro de Rochas, és un antic monestir i església de culte catòlic ja fora d'ús. Se situa a la parròquia de Rochas de la localitat orensana d'Esgos a Galícia.
És el conjunt monacal més antic gallec, i l'únic on es conserva part de la seua estructura original, unes coves artificials excavades a la roca que van servir de capella a una església medieval. Un exemple singular d'església rupestre excavada en la muntanya Barbeirón.
El conjunt monacal de San Pedro de Rochas es considera des de l'any 1923 un Bé d'Interés Cultural dins del catàleg de Monuments del patrimoni històric estatal. En l'actualitat, ja tancat al culte, és un dels principals atractius turístics de la Ribeira Sacra i en les seues dependències acull un museu i un centre d'interpretació de la vida monàstica de la Ribeira Sacra.

## Història

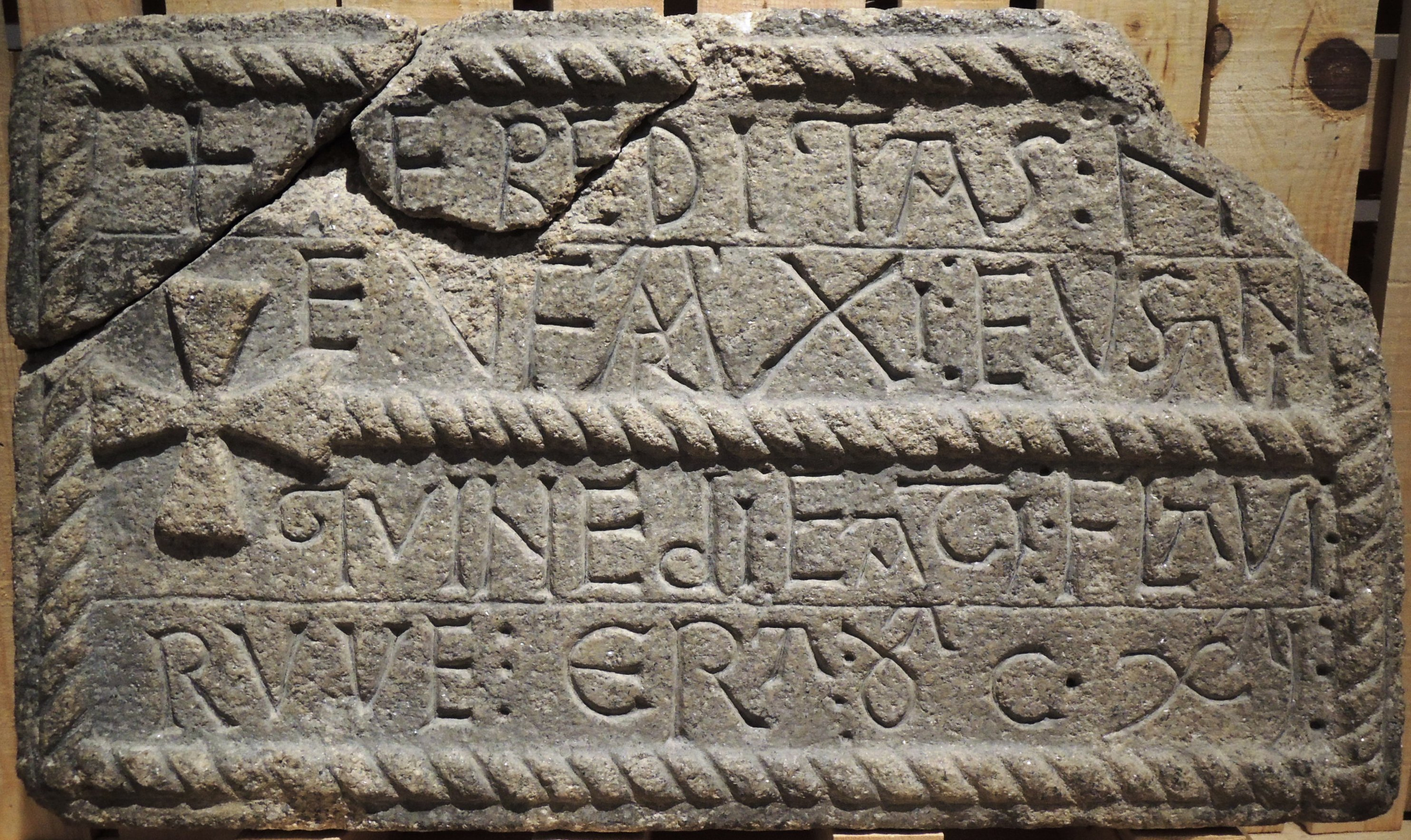
Làpida fundacional

L'origen de San Pedro de Rochas és anterior al 573, any en què, segons es diu en una inscripció d'una làpida de l'església del monestir (que ara es conserva en el Museu Arqueològic Provincial d'Orense), cinc dels seus habitants (Eufrasi, Eusani, Quinedi, Eati i Flavi) van rebre algun tipus d'herència. Està lligat a l'evangelitzador Martí de Braga (també conegut com a Martí de Dumi) en època sueva.
A principis del s. VIII és abandonat a causa dels atacs que sofreix per part dels musulmans. En un document datat del 1007, que recull els privilegis atorgats pel rei Alfons V de Lleó, es relata que, al segle ix, un cavaller anomenat Gemodus en una cacera va trobar les ruïnes d'un monestir, o unes capelles excavades i ell i els seus companys van quedar-s'hi a viure com a religiosos. Es creu que aquesta història és una llegenda.
L'origen del monestir, com el de la majoria dels monestirs de la Ribeira Sacra, és eremític associat al començament del cristianisme en terres gallegues. El pas d'orar en solitari (vida eremítica) a orar en comunitat (vida cenobítica) és evident en aquest lloc. També hi ha constància d'eremites als voltants de San Pedro de Rochas fins al segle xv.
Alfons III d'Astúries hi implanta la regla benedictina i dota, al llavors ja cenobi, de grans donacions que els seus successors, Alfons V el 1007, Alfons VII, Ferran IV i Enric III, confirmen i augmenten.
Al segle xi un incendi destrueix gran part del monestir, que és reconstruït amb ajut de l'abat Aloit i la comunitat de Celanova. Des de l'any 1199 el monestir de San Pedro de Rochas esdevé el priorat més important del monestir de San Salvador de Celanova, encara que sembla que s'uneix a aquest monestir definitivament al segle xv. Anteriorment havia depés del monestir de San Estevo de Ribas de Sil.
Un altre incendi torna a consumir el conjunt monacal l'any 1640. La reconstrucció que s'hi feu llavors li dona l'aspecte actual, que va passar a ser casa rectoral una vegada abandonat pels monjos.
Després de la desamortització de Mendizábal el 1836 passa a ser parròquia, i es tanca al començament del segle xx per les nombroses ensulsiades que s'hi produeixen i per ser novament consumit per la flames. És cedit a la Ciutat dels Nois de Bemposta, que li retornen una mica de vida. L'any 1923 és catalogat com a Bé d'interès cultural i es posen mitjans per conservar-lo.

## Descripció
El conjunt monacal és format per l'edifici de la casa rectoral, actual seu del centre d'interpretació, l'església, i un antic cementiri del segle xix ja sense servei. Al costat de l'edifici de dependències se situa l'església, veritable joia d'aquest conjunt, i després de passar sota el pas natural sobre el qual s'alça l'espadanya del campanar, s'accedeix a un petit espai que dona pas al cementiri.

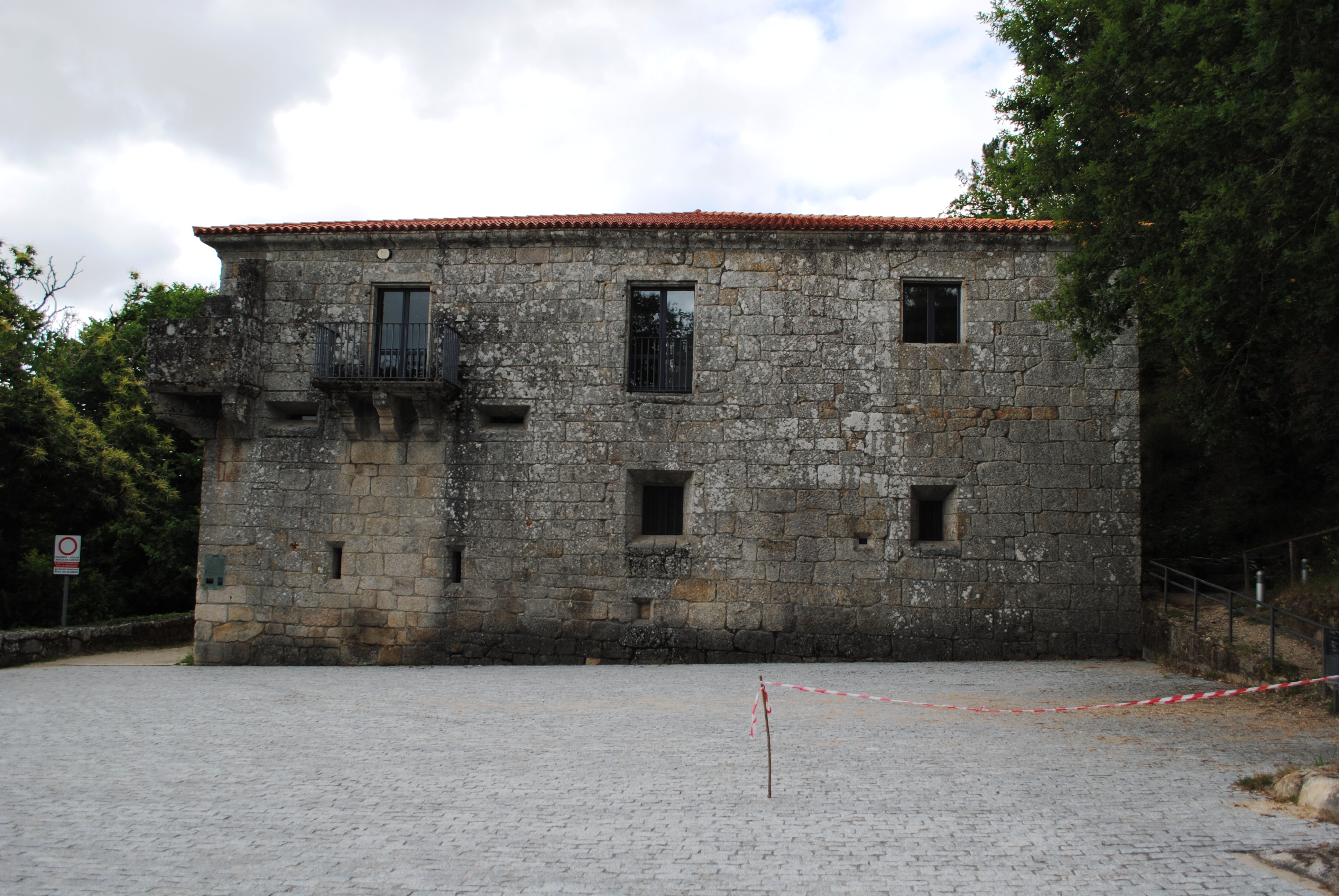
Façana de la casa rectoral

La casa rectoral data del segle xvii i és un sobri edifici de planta rectangular fet en carreuat de granit (amb les pedres de l'antic monestir) amb balconades amb reixes de ferro que recolzen en típiques mènsules barroques en dues de les cantonades. Al s. XX s'hi van afegir algunes finestres i la porta d'accés.

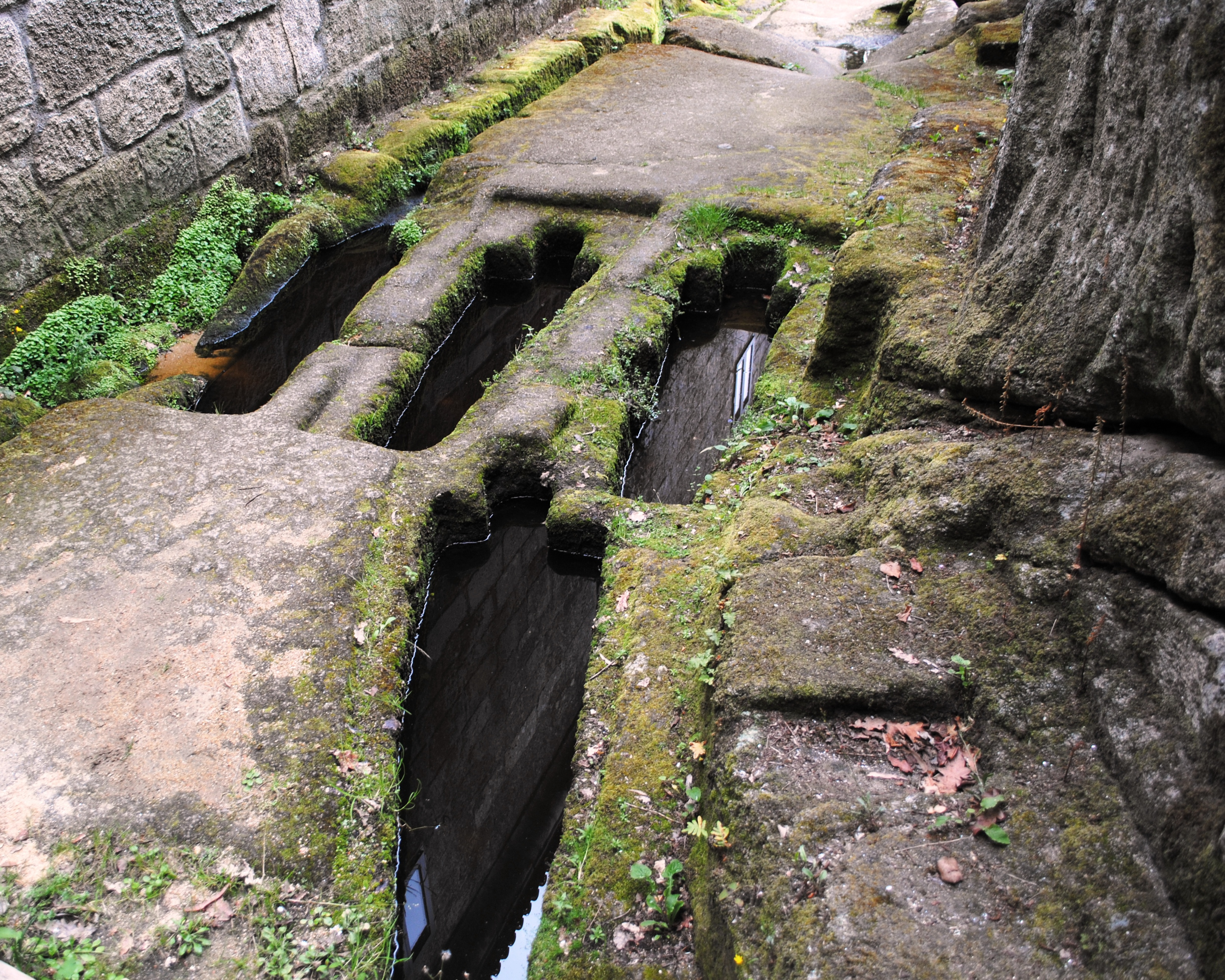
Sepulcres

Entre la casa rectoral i l'església es troben vuit sepultures antropomòrfiques excavades a la roca. L'orientació d'aquestes tombes és sud-oest oest, tret d'una que s'orienta al sud nord. Una de les tombes té gravada una creu i totes tenen un rebaix perquè encaixe la làpida sepulcral. Es creu que en aquest lloc va estar situat el claustre de l'antic monestir, on els monjos realitzaven els enterraments.

### Església

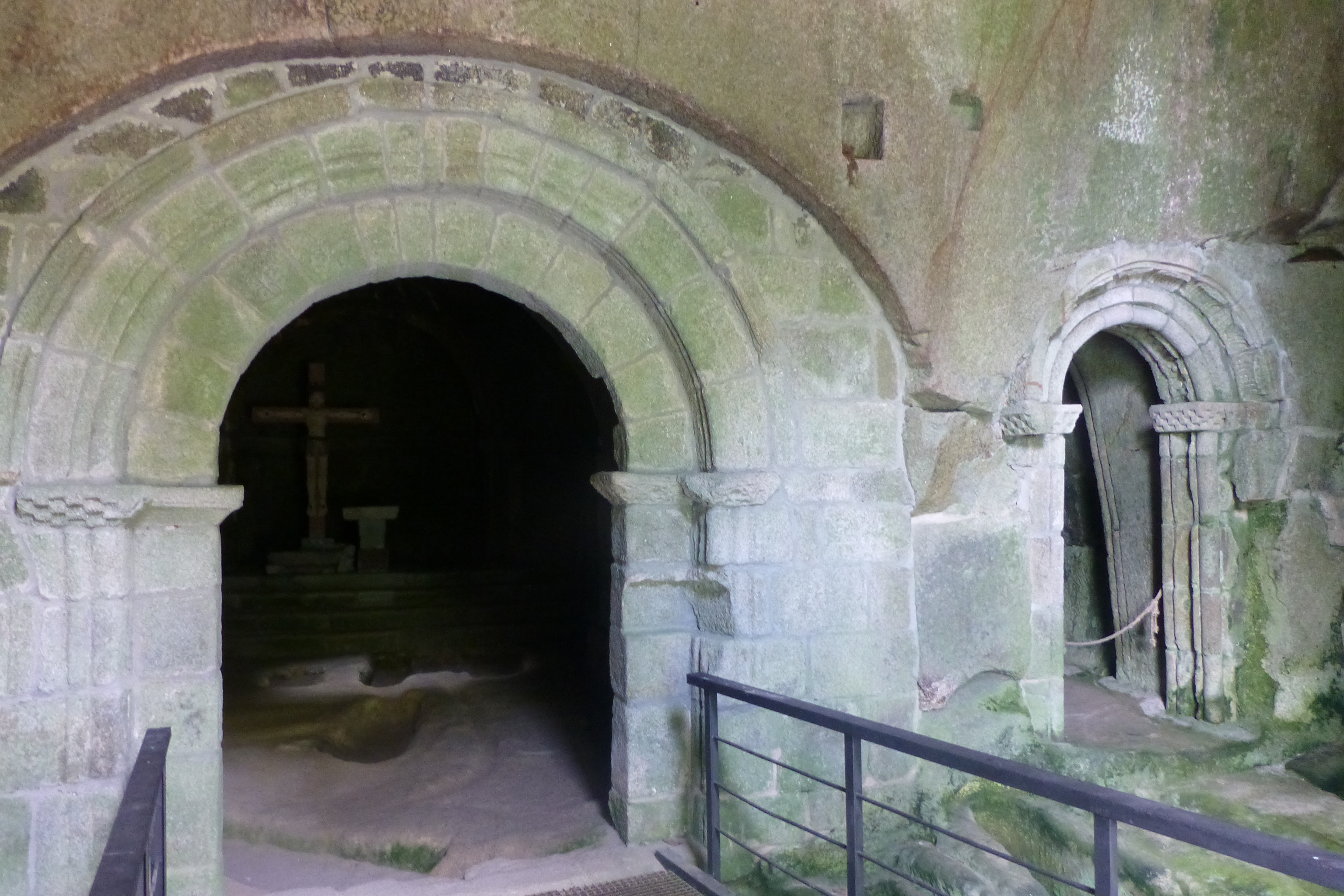
Entrada a la nau central de l'església

L'església, que data del segle xii, té les tres naus i la capçalera excavada en la roca. Les naus en realitat són capelles separades per arcs (la de la dreta difereix de les altres dues i pot haver-hi estat afegida després) que reposen sobre columnes els fusts de les quals i capitells s'han tallat directament en la roca. La nau central és més ampla i llarga que les laterals. En el seu sòl hi ha cinc tombes, una amb forma antropomorfa. Al sostre hi ha un respirador per on entren llum i aire, com si es tractés d'una falsa cúpula amb llanterna. El sostre de totes les capelles simula ser volta de mig canó.
La capçalera de les naus és formada per un absis en semicircumferència. Al central se'n conserva l'altar i al costat es troba una reproducció d'un Crist romànic. Unes fornícules en arc de mig punt adornen diversos punts de les capelles. Se sap que la capella de la dreta estava dedicada a sant Antoni Abat.
A l'entrada de les naus, embeguts en la roca, hi ha dos sepulcres, que una llegenda assigna a Gondamáriz i a Oveco Seixas, que van morir lluitant contra el rei Beremund II. Completen aquesta paret tres creus de consagració.
A la capella de l'esquerra hi ha un fresc del segle xii (està datat dels anys 1175-1200), en què apareixen els apòstols sobre un mapamundi. Aquesta és l'única representació romànica que es coneix d'un mapa del món. En aquesta capella s'estima que tenia la tomba el cavaller Gemondus, el refundador del convent.
Al s. XV es construeix una nova nau rectangular que amplia les tres naus, i deixa la paret de pedra on s'obrin aquestes com una paret interior. Al sòl d'aquest nou recinte hi ha multitud de sepultures de diferents èpoques. Al s. XVI es reforça la volta amb un arc. El 1936 es destrueix en un incendi una planta superior feta de fusta.

### Campanar

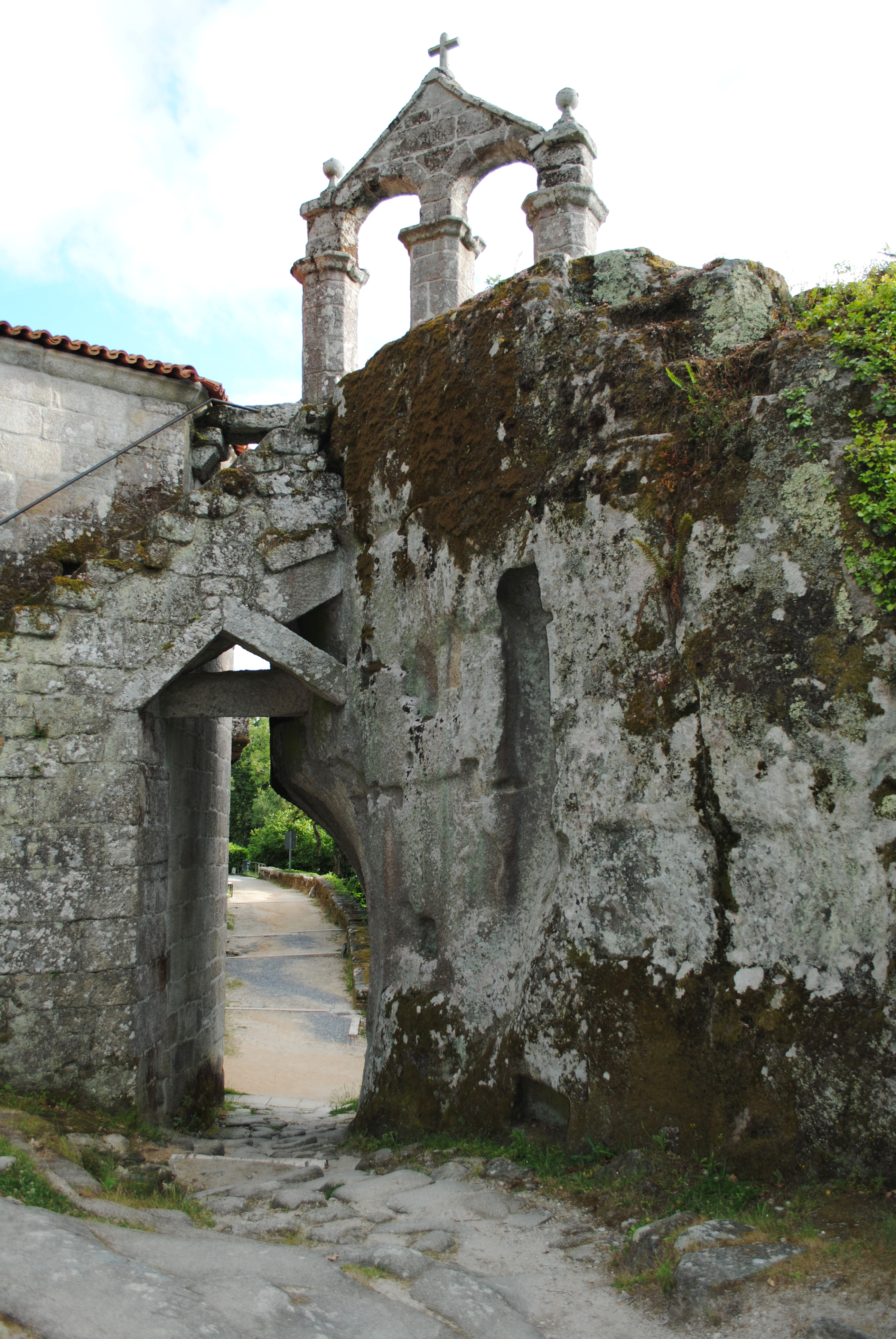
Espadanya i escales d'accés

El campanar és format per una espadanya de dos buits que s'alça damunt un arc de pedra natural de 14 metres d'alçada. Aquesta, amb el mur on s'obrin les naus excavades a la roca, són les imatges més singulars del conjunt.
El campanar, el va construir per Gonzalo de Penalva al s. XV. Després de l'arc de pedra, unes escales permeten accedir a l'espadanya ja sense campanes (van dur-les a l'església de Quinta do Monte).

### Antic cementeri
Després de l'església, i travessat l'arc on s'assenta el campanar, s'accedeix a la dreta al recinte de l'antic cementeri parroquial, que va ser habilitat al segle xix, del qual només queda un conjunt de sis nínxols ja oberts. En aquest solar s'assentaven les dependències de l'antic conjunt monacal medieval. Al costat de l'entrada del cementeri comença una calçada, per on s'accedia antigament al lloc, que porta a l'anomenada font de San Bieito, o sant Benet, que, segons la dita popular, guareix les berrugues.

## Les llegendes
La font de San Bieito no sorgeix d'una deu, sinó de la recollida d'aigües sobre el vessant per una formació natural. Però, en tot el territori que ocupa el monestir, es poden observar canals excavats a la roca que van recollint aigua i fins i tot arriba a discórrer entre les sepultures. Això ha donat motiu a pensar que va existir-hi algun tipus de culte a l'aigua.
Les aigües de la font de San Bieito tenen la propietat de guarir la berrugues, per a això cal ficar-hi la zona afectada i resar un parenostre.
Una altra llegenda assenyala l'existència d'un túnel que es troba obstruït per una biga d'or, i que qui intente apropiar-se-la, acaba convertit en quitrà.
S'explica que en aquest monestir es castigava les dones pecadores amb la "pinga", això és, deixant-los caure una gota d'aigua molt lentament i de forma constant, fins que es tornaven boges i morien.